# El Chijol
El Chijol är en ort i Mexiko.   Den ligger i kommunen Tempoal och delstaten Veracruz, i den sydöstra delen av landet, 230 km norr om huvudstaden Mexico City. El Chijol ligger 125 meter över havet och antalet invånare är 235.
Terrängen runt El Chijol är platt. Runt El Chijol är det ganska tätbefolkat, med 86 invånare per kvadratkilometer. Närmaste större samhälle är Tempoal de Sánchez, 15,0 km nordost om El Chijol. Omgivningarna runt El Chijol är en mosaik av jordbruksmark och naturlig växtlighet.